# ایستگاه راه‌آهن محمدیه
ایستگاه راه‌آهن محمدیه یک ایستگاه راه‌آهن در استان قم، ایران است.
این ایستگاه که در ۲۰ کیلوکتری قم قرار دارد در سال ۱۳۸۵ با هدف خروج خطوط راه‌آهن از داخل شهر قم ساخته شده‌است.